# Liste belgischer Schriftsteller
Dies ist eine Liste belgischer Schriftsteller. Es besteht kein Anspruch auf Vollständigkeit.

## A
- Hannes Anderer eigentlich Johann oder Jean Firges, auf Deutsch schreibender Literaturwissenschaftler und Schriftsteller (1934–2014)
- Pieter Aspe Pseudonym v. Pierre Anna Gaston Aspeslag, einer der meistgelesenen belgischen Kriminalschriftsteller, schrieb in flämischer Sprache (1953–2021)

## B
- Henry Bauchau (1913–2012) schrieb französisch, belgischer Autor und Psychotherapeut
- Jean-Marie Berckmans (1953–2008), flämischer Schriftsteller, publizierte unter dem Namen JMH Berckmans
- Louis Paul Boon (1912–1979)
- Madeleine Bourdouxhe (1906–1996)
- Élisa Brune (1966–2018)
- Cyriel Buysse (1859–1932)

## C
- Ernest Claes
- Hugo Claus
- William Cliff (* 1940)
- Hendrik Conscience
- Jacques Crickillon (1940–2021)
- Fernand Crommelynck

## D
- Johan Daisne (Pseudonym von Herman Thiery), flämischer Schriftsteller (1912–1978)
- Charles De Coster
- Rosine De Dijn (* 1941)
- Luc Deflo (1958–2018)
- Misha Defonseca (* 1937)
- Bram Dehouck (* 1978)
- Freddy Derwahl (* 1946)
- Jules Destrée (1863–1936)
- Conrad Detrez (1937–1985)

## E
- Georges Eekhoud (1854–1927)
- Max Elskamp (1862–1931; französischspr.)
- Willem Elsschot (1882–1960)
- François Emmanuel (* 1952; französischspr.)

## F
- Jean Firges * 1934 (schreibt in Deutsch)

## G
- Jef Geeraerts (1930–2015)
- Marie Gevers
- Guido Gezelle
- Michel de Ghelderode

## H
- Jacqueline Harpman (1929–2012)
- Hendrik Herp
- Emanuel Hiel

## L
- Caroline Lamarche (* 1955)
- Hubert Lampo (1920–2006) flämischer Schriftsteller; mit Johan Daisne Hauptvertreter des Magischen Realismus in Belgien
- Tom Lanoye (* 1958) (schreibt flämisch) belgischer Romancier, Dichter, Kolumnist, Verfasser von Drehbüchern und Theaterstücken
- (* Frank Lateuer, siehe Stijn Streuvels (1871–1969))
- Virginie Loveling (1836–1923)
- Camille Lemonnier (1844–1913)
- Charles Joseph de Ligne, Schriftsteller und Militär
- Suzanne Lilar (1901–1992), Essayist, Romancier, Drehbuchautorin

## M
- Jacob van Maerlant
- Maurice Maeterlinck – Nobelpreis für Literatur (1911)
- Marcel Mariën – Surrealist
- Henri Michaux – Dichter und Maler
- Ivo Michiels
- Marcel Moreau
- Erwin Mortier flämischer Kunsthistoriker, Schriftsteller und Journalist (* 1965)

## N
- Amélie Nothomb (* 1966/1967)
- Paul Nougé – Surrealist

## O
- Paul van Ostaijen

## P
- Leo Pleysier

## R
- Georges Rodenbach, Symbolist Dichter, Romancier
- Dominique Rolin (1913–2012)
- Jan van Ruusbroec (1293–1381)

## S
- Georges Simenon (1903–1989) Maigret-Romane
- Stijn Streuvels Pseudonym d. sehr produktiven flämischen Schriftstellers Frank Lateur (1871–1969)

## T
- Herman Teirlinck belgischer Romanschriftsteller, Dramatiker und Dichter (1879–1967)
- Peter Terrin flämischer Schriftsteller (* 1968)
- Georges Thinès belgischer Psychologe und Schriftsteller (1923–2016)
- Felix Timmermans flämischer Schriftsteller (Pallieter, 1916) und Maler (1886–1947)
- Jean-Philippe Toussaint belgischer Romanschriftsteller (* 1957)

## U
- Chika Unigwe (* 1974) Schriftstellerin und Literaturwissenschaftlerin, schreibt auf Flämisch und Englisch

## V
- Paul Verhaeghen
- Émile Verhaeren
- John Vermeulen

## W
- François Weyergans (1941–2019)
- Karel van de Woestijne (Carolus Petrus Eduardus Maria (Karel) van de Woestijne) flämischer Schriftsteller, Bruder des Malers Gustave (1878–1929)

## Y
- Marguerite Yourcenar